# USS Renshaw (DD-499)
USS Renshaw (DD-499/DDE-499) là một tàu khu trục lớp Fletcher được Hải quân Hoa Kỳ chế tạo trong Chiến tranh Thế giới thứ hai. Nó là chiếc tàu chiến thứ ba của Hải quân Mỹ được đặt theo tên Trung tá Hải quân William B. Renshaw (1816-1863), người tham gia cuộc Nội chiến Hoa Kỳ. Nó hoạt động cho đến hết Thế Chiến II, tiếp tục tham gia Chiến tranh Triều Tiên và Chiến tranh Việt Nam cho đến khi xuất biên chế và bị bán để tháo dỡ năm 1970. Nó được tặng thưởng tổng cộng mười chín Ngôi sao Chiến trận qua ba cuộc chiến tranh.

## Thiết kế và chế tạo
Renshaw được đặt lườn tại xưởng tàu của hãng Federal Shipbuilding & Drydock Company ở Kearny, New Jersey vào ngày 7 tháng 5 năm 1942. Nó được hạ thủy vào ngày 13 tháng 10 năm 1942; được đỡ đầu bởi cô Dorothy Lillian Renshaw; và nhập biên chế vào ngày 5 tháng 12 năm 1942 dưới quyền chỉ huy của Hạm trưởng, Thiếu tá Hải quân C. F. Chillingworth.

## Lịch sử hoạt động

### Nam Thái Bình Dương, 1943 - 1944
Sau khi hoàn tất chạy thử máy, Renshaw được điều về Hạm đội Thái Bình Dương vào mùa Xuân năm 1943, làm nhiệm vụ bảo vệ các tàu vận tải tại khu vực quần đảo Solomon. Vào ngày 2 tháng 7, nó tham gia cuộc bắn phá khu vực Vila Stanmore và đảo Shortland trong vịnh Kula, chịu đựng hỏa lực của những khẩu đội pháo duyên hải đối phương. Từ ngày 21 đến ngày 25 tháng 11, nó bắn phá đảo East trong vịnh Nữ hoàng Augusta với 200 quả đạn pháo 5 inch. Sorum và Makatawa về phía Đông Bắc Bougainville trở thành mục tiêu tiếp theo của nó, trước khi nó đi lên phía Bắc đến đảo Buka cho một chiến dịch càn quét giữa Buka và đảo Green. Sáng ngày 20 tháng 1 năm 1944, nó cùng đơn vị đặc nhiệm rút lui về phía Nam để hỗ trợ cho cuộc đổ bộ lên chính đảo Bougainville.
Trong các cuộc đổ bộ tại khu vực New Britain-New Ireland, Renshaw đã gây ra thiệt hại đáng kể cho các cơ sở sân bay đối phương, nhưng cũng chịu đựng hỏa lực bắn trả của các khẩu đội pháo phòng thủ duyên hải. Vào ngày 13 tháng 3, nó có mặt tại khu vực vịnh Nữ hoàng Augusta, bắn phá các vị trí đối phương trong khu rừng về phía Đông các bãi đổ bộ do lực lượng Đồng Minh chiếm giữ. Sau một giai đoạn huấn luyện đổ bộ ngắn tại Trân Châu Cảng, nó dẫn đầu một lực lượng tàu đổ bộ LST đi đến quần đảo Mariana. Thoạt tiên được phân công bảo vệ vòng ngoài, nó sau đó tiếp cận bãi biển Tinian để bắn pháo sáng hỗ trợ ban đêm và bắn pháo hỗ trợ binh lính trên bờ vốn phải chịu đựng những cuộc phản công ác liệt.

### Philippines, 1944 - 1945
Vào tháng 11, đang khi hoạt động cùng một đội khu trục bắn phá các cứ điểm của đối phương tại khu vực vịnh Ormoc và càn quét chống tàu bè tại vùng biển phía Tây Leyte, phát hiện chiếc tàu ngầm Nhật Bản I-46 trên mặt nước. Nó đã cùng các tàu khu trục Saufley, Waller và Pringle lập tức tấn công, chỉ gặp sự kháng cự yếu ớt bằng vũ khí nhẹ từ phía đối thủ, vốn bị tiêu diệt ngay sau đó. Sau khi quay trở lại vịnh San Pedro, nó cùng các đơn vị khác của đội đặc nhiệm đi hết tốc độ đến vịnh Ormoc để đánh chặn các tàu vận tải đối phương được cho là đang chất dỡ tại đây. Tuy nhiên chỉ có một sà lan bằng gỗ lớn được phát hiện, và chiếc tàu khu trục đã đánh chìm nó cho dù đang chịu đựng một cuộc không kích.
Vào ngày 31 tháng 12, Renshaw lên đường cùng một đơn vị đặc nhiệm để hộ tống một đội hình tàu vận tải lớn, có nhiệm vụ đổ bộ binh lính lên khu vực vịnh Lingayen vào ngày 9 tháng 1 năm 1945. Bất chấp bị đối phương không kích liên tục suốt hành trình đi ngang biển Sulu và biển Hoa Nam, lực lượng đi đến mục tiêu mà không chịu thiệt hại nào đáng kể.
Đang khi ở lại trong biển Mindanao vào ngày 21 tháng 2, Renshaw trúng một quả ngư lôi từ một tàu ngầm đối phương, làm thủng một lổ khoảng 10 ft (3,0 m) bên dưới mực nước và làm ngập phòng nồi hơi. Vụ nổ làm mất điện toàn bộ con tàu, các vách ngăn và sàn tàu bị hư hại, có 19 người thiệt mạng và 20 người khác bị thương. Cho dù bị hư hại nặng, các đội kiểm soát hư hỏng đã làm giảm ngập nước chỉ trong vài phút, và hệ thống động lực của con tàu vẫn được an toàn. Nó di chuyển trở lại và được tàu khu trục hộ tống Rudderow (DE-224) tháp tùng rút lui về vịnh San Pedro.

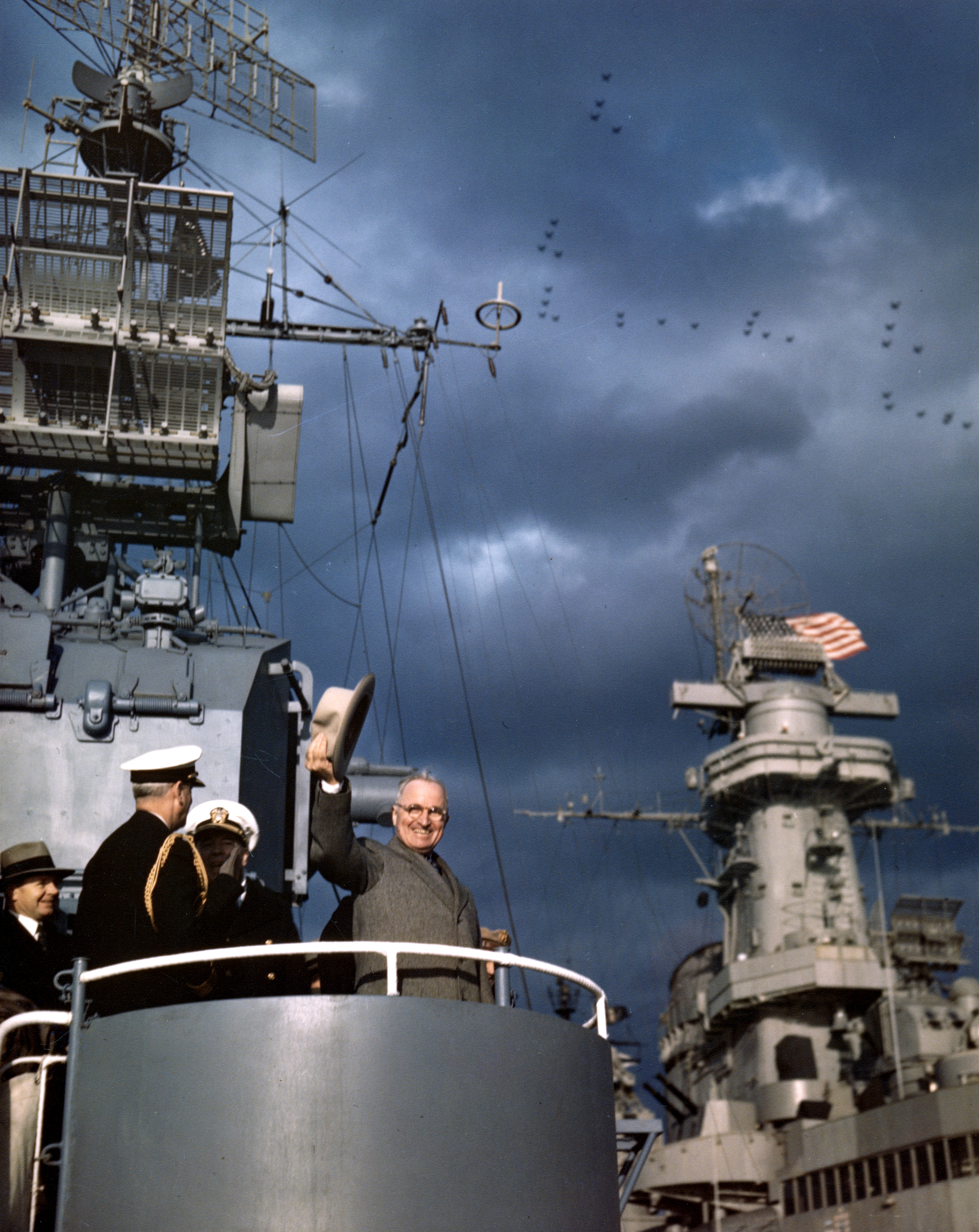
Tổng thống Harry S. Truman (vẫy nón) và tùy tùng bên trên USS Renshaw trong cuộc Duyệt binh Hạm đội nhân Ngày Hải quân tại cảng New York, 27 tháng 10 năm 1945.

Việc sửa chữa tạm thời được thủy thủ đoàn con tàu và nhân sự từ tàu tiếp liệu khu trục Whitney (AD-4) và tàu sửa chữa Prometheus (AR-3) thực hiện trong tháng 4. Renshaw sau đó di chuyển bằng chính động lực của nó để quay trở về xưởng tàu của hãng Todd Pacific Shipyard tại Tacoma, Washington, nơi việc sửa chữa cuối cùng hoàn tất vào tháng 10 năm 1945.
Vào Ngày Hải quân 27 tháng 10 năm 1945, Tổng thống Harry S. Truman đã thị sát cuộc duyệt binh chiến thắng vĩ đại nhất của hải quân trong cảng New York từ bên trên Renshaw. Con tàu được cho xuất biên chế vào tháng 2 năm 1947 và được đưa về Hạm đội Dự bị Đại Tây Dương.

### 1949 - 1970
Vào những năm 1949 và 1950, Renshaw được cải biến thành một tàu khu trục hộ tống chuyên chống tàu ngầm, và được nhập biên chế trở lại vào tháng 6 năm 1950 sau khi được xếp lại lớp với ký hiệu lườn mới DDE-499. Trong giai đoạn Chiến tranh Triều Tiên, chiếc tàu khu trục đã có hai lượt phục vụ tại Viễn Đông, từ tháng 5 đến tháng 11 năm 1951 và từ tháng 11 năm 1952 đến tháng 6 năm 1953, nơi nó hoạt động trong vai trò hộ tống, tuần tra, tìm và giải cứu và bắn phá bờ biển. Sau đó nó hoạt động tại khu vực thực tập Thái Bình Dương từ tháng 2 đến tháng 5 năm 1954 trong khuôn khổ Chiến dịch Castle, phục vụ tuần tra và kiểm soát trên không cho Lực lượng Đặc nhiệm Hỗn hợp 7.
Một lượt bố trí ngắn tại Viễn Đông được tiếp nối từ tháng 6 đến tháng 8 năm 1954, nơi Renshaw giải cứu một phi công Anh rơi xuống biến khi hoạt động trong vai trò canh phòng máy bay cho tàu sân bay Hải quân Hoàng gia Anh HMS Warrior, và tham gia một cuộc thực tập tìm-diệt cùng một lực lượng hỗn hợp các tàu chiến Hoa Kỳ và Hải quân Hoàng gia Canada. Vào ngày 8 tháng 8 năm 1955, nó khởi hành cho lượt phục vụ thứ tư tại Viễn Đông, dành hầu hết thời gian cho việc thực tập tìm-diệt và tập trận cùng lực lượng đặc nhiệm. Từ căn cứ tại Trân Châu Cảng, nó còn có các lượt bố trí tại Viễn Đông từ tháng 10 năm 1956 đến tháng 5 năm 1957; từ tháng 12 năm 1957 đến tháng 5 năm 1958; từ tháng 2 đến tháng 7 năm 1959; và từ tháng 4 đến tháng 10 năm 1960.
Vào năm 1960, Renshaw được trang bị Alpha, một vũ khí chống tàu ngầm mới. Vào ngày 17 tháng 12 năm 1961, con tàu đã thu hồi chóp mũi quay về trái đất của vệ tinh Discoverer 36. Chiếc tàu khu trục còn được bố trí một lượt khác sang Viễn Đông vào năm 1962, rồi đến ngày 7 tháng 8 năm 1962 nó được xếp lớp trở lại như một tàu khu trục và mang ký hiệu lườn cũ DD-499. Vào ngày 3 tháng 10, nó tham gia hoạt động thu hồi Atlas-Mercury 8, tàu vũ trụ đưa Trung tá Hải quân Walter M. Schirra lên không gian trong Kế hoạch Mercury. Nó trải qua hầu hết thời gian của năm 1963 hoạt động ngoài khơi Trân Châu Cảng trước khi được bố trí sang khu vực Tây Thái Bình Dương vào tháng 11, quay trở về sáu tháng sau đó.
Cùng các đơn vị khác thuộc Đội khu trục 252, Renshawrời Trân Châu Cảng vào ngày 3 tháng 3 năm 1965 chỉ sau khi được thông báo một thời gian ngắn, nhằm tăng cường cho lực lượng khu trục được triển khai rộng rãi do những cam kết an ninh tại Biển Đông. Trong tháng 4 và tháng 5, nó đảm nhiệm tuần tra giám sát và hỗ trợ các cuộc không kích từ tàu sân bay; rồi sang tháng 6 đã tuần tra tại Đài Loan trước khi quay trở lại vùng biển Việt Nam trong tháng 7, và ở lại đây cho đến tháng 9, khi nó quay trở về Trân Châu Cảng ngang qua Nhật Bản.
Trong tháng 10 và tháng 12, Rhenshaw phục vụ như tàu thu hồi dự phòng cho Chương trình Gemini. Lượt phục vụ Tây Thái Bình Dương thứ mười một của nó bắt đầu từ ngày 5 tháng 7 năm 1966, khi nó tham gia các hoạt động chống tàu ngầm, phục vụ như tàu canh phòng máy bay cho tàu sân bay, hoạt động đặc vụ cùng chiếc Chicago (CG-11) trong vịnh Bắc Bộ, thi hành những nhiệm vụ đặc biệt và tuần tra trong eo biển Đài Loan. Đội khu trục 252 quay trở về Trân Châu Cảng vào ngày 16 tháng 12.
Renshaw ở lại khu vực Hawaii trong suốt năm 1967. Nó rời Trân Châu Cảng vào ngày 8 tháng 4 năm 1968 để đi sang vùng Tây Thái Bình Dương một lần nữa, hộ tống các tàu sân bay nhanh tại Trạm Yankee trong vịnh Bắc Bộ; nó quay trở về Trân Châu Cảng vào tháng 9. Đến tháng 6 năm 1969, chiếc tàu khu trục lại được bố trí sang Tây Thái Bình Dương và Trạm Yankee, nơi nó giải cứu một phi công bị rơi xuống biển. Đến tháng 12, nó rời Viễn Đông quay trở về Trân Châu Cảng, và được cho xuất biên chế vào ngày 14 tháng 2 năm 1970. Tên nó được cho rút khỏi danh sách Đăng bạ Hải quân cùng ngày hôm đó, và lườn tàu bị bán cho hãng Zidell Explorations, Inc. vào tháng 10 năm 1970 để tháo dỡ.

## Phần thưởng
Renshaw được tặng thưởng tám Ngôi sao Chiến trận trong Thế Chiến II, thêm năm Ngôi sao Chiến trận trong cuộc Chiến tranh Triều Tiên và thêm sáu Ngôi sao Chiến trận trong cuộc Chiến tranh Việt Nam.